# スピーノ・ダッダ
スピーノ・ダッダ（伊: Spino d'Adda）は、イタリア共和国ロンバルディア州クレモナ県にある、人口約6,800人の基礎自治体（コムーネ）。

## 地理

### 位置・広がり

#### 隣接コムーネ
隣接するコムーネは以下の通り。括弧内のLOはローディ県所属を示す。
- ボッファローラ・ダッダ (LO)
- ドヴェーラ
- メルリーノ (LO)
- パンディーノ
- リヴォルタ・ダッダ
- ゼーロ・ブオン・ペルシコ (LO)

### 地勢・地形
- 河川：アッダ川

### 気候分類・地震分類
気候分類では、zona E, 2557 GGに分類される。
また、イタリアの地震リスク階級 (it) では、zona 3 (sismicità bassa) に分類される。